# Joakim Mæhle
Joakim Mæhle Pedersen (Østervrå - 20 de maio de 1997) é um jogador de futebol dinamarquês que joga como lateral-esquerdo e direto no Wolfsburg.

## Carreira

### AaB
Estreou aos 19 anos para a primeira equipe do clube em 10 de junho de 2016 e assinou um contrato sênior de tempo integral com o AaB no mesmo abraço, estreou-se pelo AaB a 7 de agosto de 2016, quando foi substituído aos 89 minutos em vez de Thomas Enevoldsen na vitória por 2-1 sobre o FC Nordsjælland .
Em 11 de novembro de 2016, a Mæhle assinou um novo contrato com a AaB até 2020 .

### Genk
Em 9 de maio de 2017, o AaB confirmou que o clube vendeu o Mæhle ao clube belga Genk por uma taxa de transferência desconhecida, válida a partir de 1 de julho de 2017.

### Atalanta
Em 22 de dezembro de 2020, Genk confirmou que o clube havia vendido Mæhle ao clube italiano Atalanta BC por aproximadamente DKK 85 milhões, em um contrato de 5 anos válido a partir de 1 de dezembro de 2021 